# 来護児
来 護児（らい ごじ、生年不詳 - 618年）は、中国の隋の軍人。字は崇善。本貫は南陽郡新野県。

## 経歴
陳の海陵県令の来法敏の子として生まれた。後漢の中郎将の来歙の十八世の孫とされる。幼くして孤児となり、伯母の呉氏に養われた。『詩経』を読んで、「撃鼓其鏜、踊躍用兵」、「羔裘豹飾、孔武有力」と書かれているのを見て感嘆し、大丈夫たるものこのようになりたいものだと言って志を立てたという。
護児は成長すると、伯父の敵である陶武子を殺害し、その首級を伯父の墓にそなえた。その後長江の岸に近い白土村に住み着いた。581年、賀若弼が広陵に駐屯すると、護児はその下で間諜をつとめ、大都督に任ぜられた。588年、陳に対する征戦で、護児は功績を挙げ、上開府に位を進めた。590年、高智慧が乱を起こすと、護児は楊素に従って越州で高智慧を攻撃した。高智慧は浙江の東岸に陣営を布き、百里あまりを囲んで守りを固めていた。護児は数百人の決死隊を率いて上陸し、敵陣を直接襲撃し、撃破した。高智慧が海に逃れようとしたので、護児は追撃して泉州にいたった。位は大将軍に進み、泉州刺史に任ぜられた。高智慧の残党の盛道延が州境を侵したので、護児は進撃してこれを破った。また蒲山郡公李寛（李密の父）に従って汪文進を黟州・歙州で破り、柱国に進んだ。603年、瀛州刺史に任ぜられ、黄県公の爵位を賜り、邑三千戸を受けた。まもなく上柱国を加えられ、右禦衛将軍に任ぜられた。
楊広が即位すると、護児は右驍衛大将軍に任ぜられ、帝に親任された。610年、楊広が江都に巡幸すると、護児はこれに従い、織物千段と牛酒を賜り、先祖の墓を参り、父老と宴会して、州里はこのことを栄誉とした。数年後、右翊衛大将軍に転じた。612年、第一次高句麗遠征（隋の高句麗遠征）がおこなわれると、護児は平壌道行軍総管に任ぜられ、楼船を率いて東萊から黄海を渡り、浿水（現在の大同江）から上陸して平壌から六十里の地点にいたった。高句麗王高元の弟の高建武の率いる軍を撃破して、平壌の城下に迫った。しかし宇文述らの隋軍本隊の敗北を知って、軍を返した。613年、第二次高句麗遠征のため、護児は軍を再び東萊に進めたが、楊玄感が黎陽で乱を起こしたので、宇文述らとともにこれを討伐した。栄国公に封ぜられ、邑二千戸を受けた。614年、第三次高句麗遠征がおこなわれると、護児は軍を率いて海をわたり、遼東半島に上陸して卑沙城にいたり、高句麗軍を撃破して、千人あまりを斬首した。高句麗王高元がおそれて、隋の叛臣斛斯政の身柄をとらえて、遼東城下にむかい、降伏を願い出た。楊広はこれを許し、護児に軍を返すよう命じた。護児は無念のあまり命令に反して戦争を継続しようとしたが、長史の崔君粛の強い反対を受け、諸将の賛同もえられなかったため、やむなく撤退した。
617年、左翊衛大将軍となり、開府儀同三司に進んだ。618年、楊広が江都で宇文化及らに殺害されると、護児もまた殺害された。
子は12人いたとされる。長子の来楷は、父の軍功により散騎郎・朝散大夫となった。五子の来弘は、果毅郎将・金紫光禄大夫に進んだ。六子の来整は、武賁郎将・右光禄大夫となり、勇猛なことで知られた。幼子の来恒・来済のふたりだけが、宇文化及の乱で難を免れた。

## 伝記資料
- 『隋書』巻六十四 列伝第二十九「来護児伝」
- 『北史』巻七十六 列伝第六十四「来護児伝」